# Tres Ciutats
Les Tres Ciutats és una descripció col·lectiva que es dona a tres ciutats fortificades de l'illa de Malta i que tanquen el costat sud-oriental del Gran Port. Es tracta de Cospicua, Vittoriosa i Senglea. Aquestes tres ciutats foren ben fortificades per l'Orde de Sant Joan de Jerusalem i es va donar el nom de Línia Cotonera a aquest grup de defenses en honor del Gran Mestre Nicolau Cotoner.